# Visborg Slot
 For alternative betydninger, se Visborg. (Se også artikler, som begynder med Visborg)
Visborg Slot er en borgruin i Visby på Gotland.

## Historie
Borgen blev bygget i 1411. Byggeriet fortsatte, mens den skånske ridder Thrugot Hass/Trued Hase var kaptajn på Gotland. Efter kong Erik tabte sin kongeværdighed i 1437, var slottet hans bopæl, som han brugte som base for piratvirksomhed i Østersøen. I 1554 blev den danske døber Laurids Helgesen holdt fængslet på slottet.
I 1676 erobrede den danske admiral Niels Juel Gotland. Uden at møde nogen modstand gjorde Juel den 29. april 1676 landgang i Klintehamn ca. 30 km. syd for Visby, og allerede to dage derefter havde han tvunget Visbys fåtallige besætning til at kapitulere, hvorefter øen forblev under dansk herredømme til krigens slutning i 1679. Da danskerne efter freden blev tvunget til at rømme øen, sprængte den danske øverstbefalende Visborg Slot, som var et af Nordens største borganlæg, i luften. 
Efter Gotland blev overtaget af Sverige, opførte guvernøren, general Johan Cedercrantz, et par kalkovne i ruinerne, og de fleste af stenene blev brændt til kalk, der anvendtes til slottet og offentlige bygninger i Karlskrona. De grove murpartier i det sydvestlige hjørne er resterne af den sydlige borgmur. Ellers blev ruinen brugt til græsning. I midten af 1700'erne begyndte det nuværende kvarter Visborg at blive bygget. 